# Tantiem
Tantiem (fr. tantième, av tant "så mycket") betecknar en belöning i form av lönetillägg. 
Tantiem är en andel av en företagsvinst och tillfaller vanligtvis dess VD och eventuellt övriga chefstjänstemän. Synonymt ord är bonus.
Ett tantiem fungerar ofta som ett parallellt komplement till provision inom säljbranschen. En försäljningschef som inte själv aktivt säljer kan exempelvis istället erhålla ett tantiem baserat på den totala månadsförsäljningen på kontoret. Tantiem regleras i individuella avtal. 